# ジュニアアイドル一覧
ジュニアアイドル一覧（ジュニアアイドルいちらん）は、ジュニアアイドルの一覧である。ジュニアアイドルという言葉は俗称で明確な定義はないが、本項では15歳以下（中学生以下）を指すものとして名前を挙げている。
かつてジュニアアイドルだった者や男子のジュニアアイドルについては、子役、グラビアアイドル一覧など、関連項目の各一覧を参照。
ジュニアアイドルのうち、写真集の撮影などを主とする事務所所属の者などについては、所属事務所を生年月日の後に記した。15歳以上（高校生以上）になった元ジュニアアイドルについては、過去のジュニアアイドル一覧を参照。
★は現時点で芸能活動を休止しているか、既に引退している者。

## おもな人物
- 田中美空：（6月18日、アミューズ（さくら学院/Ciào Smiles））[1]

## ジュニアアイドルのグループ（一部を含む）
- モーニング娘。、アンジュルム、Juice=Juice、BEYOOOOONDS、 ハロプロ研修生、ハロプロ研修生北海道（ハロー!プロジェクト、アップフロントプロモーション）
- AKB48（AKS、オフィスフォーティエイト、プロダクション尾木、太田プロダクション、ビスケットエンターティメント、サムデイ、ホリプロ、Mousa、アトリエ・ダンカン、イトーカンパニー、フロスツゥー、長良プロダクション、ドレスコード）
- SKE48（ピタゴラス・プロモーション→AKS→SKE）
- NMB48（KYORAKU吉本.ホールディングス→Showtitle）
- HKT48、NGT48、STU48（AKS）
- 私立恵比寿中学、たこやきレインボー、momonaki（3B junior、スターダストプロモーション）
- さくら学院（アミューズ）
- おはガール（テレビ東京）
- アイドリング!!!（フジテレビ）
- Happiness（LDH）
- Cheeky Parade、SUPER☆GiRLS、GEM（エイベックス）
- We Can☆Girls（フジテレビ）
- いもうとシスターズ （いもうとアイドル倶楽部）
- X21（オスカープロモーション）
- Lily of the valley（バンビーナ）
- Lupinus（バンビーナ）

## ジュニアアイドルの写真集の主な出版社
- プティアミジャパン
- ぶんか社
- エンジェルプロダクション（有限会社エンプロ）
- moecco（タスクビジュアル (タスクオフィス)）
- 心交社
- 清純いもうと倶楽部（グラフィス）
- 辰巳出版
- ワイレア出版

## ジュニアアイドル掲載の主な雑誌
- Sho→Boh ショーボー
- Chu→Boh チューボー
- ピュアピュア
- moecco
- Preteen6
- ピチレモン
- ラブベリー
- memew
- ニコラ
- ヤンヤン

お菓子系アイドルの掲載誌についてはお菓子系雑誌一覧を参照